# Alheim
Alheim est une municipalité allemande située dans le land de la Hesse et l'arrondissement de Hersfeld-Rotenburg.

## Personnalités liées à la ville
- F. C. Gundlach (1926-2021), photographie né à Heinebach.